# Dear Prudence
Dear Prudence (Lennon/McCartney) är en låt av The Beatles från 1968.

## Låten och inspelningen
Denna låt spelades in i Ringo Starrs frånvaro (28–30 augusti 1968) sedan han tillfälligt lämnat gruppen. McCartney skötte både trummor och bas (via pålägg) och den enkla men stämningsfyllda låten bygger mest på stigande och fallande ackord. Texten hämtade sin inspiration från Mia Farrows syster Prudence, som blivit överkänslig efter alltför mycket meditation under gruppens besök i Indien februari–april 1968 varefter hon låste in sig i sin hydda. Lennon och Harrison hade förmått henne komma ut med lämpor och denna episod har man sedan givit ett romantiskt skimmer i detta stycke. Det blev den kronologiskt sett andra låten (efter Back in the U.S.S.R., kanske för att McCartney spelar trummor på båda) på LP:n The Beatles, som utgavs i England och USA 22 november respektive 25 november 1968.
Låten spelas även i filmen Across the Universe.
Siouxsie and the Banshees släppte 1983 en cover på "Dear Prudence", som nådde tredje plats på brittiska singellistan.